# James Fairbairn
James Valentine Fairbairn, né le 28 juillet 1897 et mort le 13 août 1940, est un aviateur et un homme politique australien. Pilote de chasse durant la Première Guerre mondiale, il représente l'United Australia Party (UAP) au parlement fédéral et est ministre de l'Air et de l'Aviation civile de 1939 à sa mort l'année suivante.
Fairbairn nait en Angleterre de parents australiens, et grandit dans la campagne du Victoria. À l'âge de 18 ans, il retourne en Angleterre pour s'engager dans le Royal Flying Corps (RFC). Au cours de l'une de ses premières missions, il est abattu derrière les lignes ennemies et subit une grave blessure au bras. Il passe ensuite plus d'un an comme prisonnier de guerre allemand. Il devient ensuite un éleveur de bovins dans le district ouest du Victoria. Il siège brièvement à l'Assemblée législative du Victoria (1932-1933) avant de remporter une élection partielle à la Chambre des représentants. Il continue à voler dans le civil et est reconnu comme un expert en aviation. Il est nommé au cabinet en 1939 en tant que membre du premier gouvernement Menzies. Il est tué dans la catastrophe aérienne de Canberra en 1940, avec deux de ses collègues du cabinet et le chef de l'armée.